# Stachyphrynium borneense
Stachyphrynium borneense är en strimbladsväxtart som beskrevs av Henry Nicholas Ridley. Stachyphrynium borneense ingår i släktet Stachyphrynium och familjen strimbladsväxter. Inga underarter finns listade.